# 同人誌

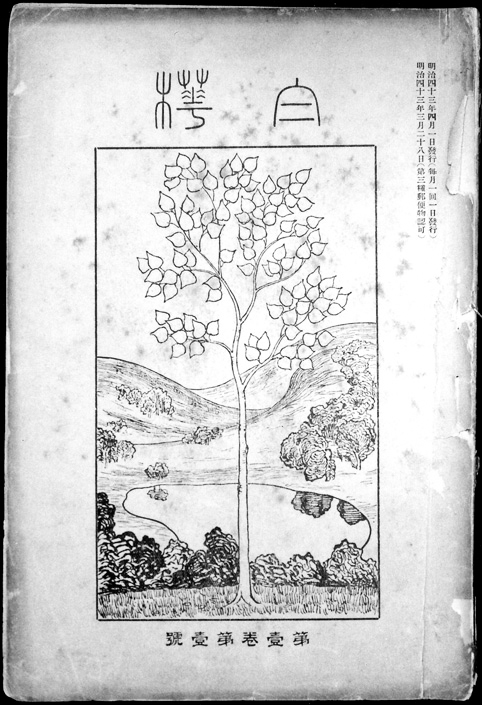
『白樺』創刊号の表紙

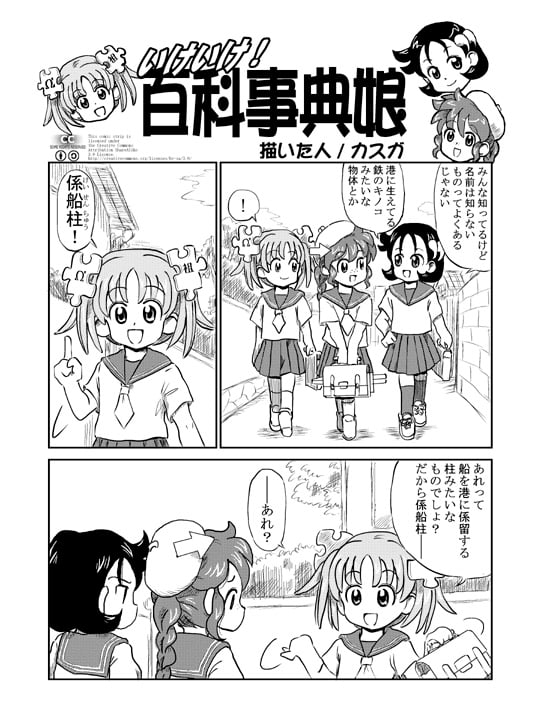
ウィキペたんを描いたコミック同人誌

同人誌（どうじんし）または同人雑誌（どうにんざっし、どうじんざっし）は、同人（同好の士）が資金を出して、自ら執筆・編集・発行を行う雑誌のこと。似た言葉にファンとマガジンから成るファンジン（fanzine）がある。

## 概要
日本においては、1873年（明治6年）にアメリカから帰国した森有礼が翌年に創刊した『明六雑誌』が同人雑誌の先駆けとされる。
文芸同人誌としては、1885年（明治18年）に尾崎紅葉、山田美妙、石橋思案、巖谷小波、川上眉山、廣津柳浪ら硯友社の同人が発行した機関誌『我楽多文庫』が最初とされ、その後、『奇蹟』『新思潮』などの同人誌が刊行されてゆき、中でも志賀直哉が参加した『白樺』は戦前の同人誌の中でも最長、最大の力を発揮したとされる。戦後に本多秋五らが創刊した『近代文学』は、日本近代文学史上最大の同人誌であった。
なお、著名な作家（になる者）ばかりではなく、一般の学生生徒による同人雑誌の製作は盛んで、1908年（明治41年）には、文部省が風紀取締りの一環として同人雑誌について統制を指示している。
漫画の同人誌も現れたが、1960年代までは安価に印刷する手段がなかったため、原稿を綴じて回覧する「肉筆回覧誌」が主流で、青焼きコピーの同人誌も多く見られた。1968年（昭和43年）頃からオフセット印刷が普及し始め、1972年（昭和47年）に開催された「日本漫画大会」ではオフセットのコミック同人誌が多かったという。
また、1975年（昭和50年）にコミケが始まった当初は、コミック同人誌も創作マンガとファンクラブ会誌が中心であったが、1977年（昭和52年）の『宇宙戦艦ヤマト』、1979年（昭和54年）の『機動戦士ガンダム』がブームになると、アニメの二次創作同人誌が急速に多くなっていった。
現在、同人誌の頒布の場としては同人誌即売会が存在し、その中でも「コミックマーケット（通称・コミケ）」は、年間100万人以上が来場する日本最大規模のものとなっている。コミケの他にも多くの同人誌即売会は存在し、2015年（平成27年）には大小合わせて1000回以上が催された。他の主な同人誌即売会としては、COMITIA、文学フリマなどがある（同人誌即売会を参照）。
また、近年ではメロンブックスやとらのあなといった、同人誌の委託販売を行う書店や、BOOTHなどの自主製作作品を販売するプラットフォームも存在するため、即売会の場を通さずに頒布及び入手を行うことも可能となっている。

## マンガ系同人誌を取り巻く問題

### 同人誌と表現規制を取り巻く問題
コミックを中心とする同人誌での性描写に対し、青少年の健全な育成を主張する立場から表現規制を求める声は強く、深刻な問題となっている。
その一例として、「児童の保護」を目的として「東京都青少年の健全な育成に関する条例の改正案」で規定されている「非実在青少年」と、各道府県の「青少年保護育成条例」、「児童買春、児童ポルノに係る行為等の規制及び処罰並びに児童の保護等に関する法律（通称児童ポルノ禁止法）の改正案」で導入を進めている「準児童ポルノに対する規制」を根拠に、同人誌を含むコミックの性表現を規制しようとする運動があり、可決されるだけでも規制の論拠として足りるものとなる。
さらに、前述の改正案が可決されて性表現の規制が厳しくなれば、今度は「コミックの規制に乗じ、暴力・犯罪などの表現も合わせて規制」しようとする動きもある。
特に2000年代の情勢を考慮して、2006年（平成18年）以降のコミックマーケットでは修正関連も含めて規則を強化している。
また、2007年（平成19年）8月23日に起きたわいせつ図画頒布（刑法175条）容疑での同人作家の逮捕や、同年10月下旬に起きた同人誌即売会に対しての会場（東京都立産業貿易センター）の貸し出し拒否の波及などを受け、印刷業組合や各同人誌即売会の主催者などはガイドラインを制定したり、規則に沿った修正を確実にするよう同人作家へ促している。こうした刑法175条に基づく性器描写の修正については、不合理な規制であるから廃止すべきといった批判もあり、参議院議員の山田太郎が刑法175条の見直しを政策課題として掲げている。
なお、日本（世界）最大の同人誌即売会であるコミックマーケットに固有の安全性や地域住民の理解・会場確保に関する問題についてはコミックマーケットの項を参照されたい。

### 二次創作同人誌と著作権問題

#### 同人誌市場と著作権
現行の日本の著作権法では、フランス知的所有権法典第122条の5第4項のいわゆる「パロディ条項」のようなパロディを正面から認める法理が存在せず、原作の著作権者の許諾を得ることなく二次創作同人誌を不特定多数への販売することは、原則として著作権侵害となる。
現状としてはファン活動の一環といった扱いを受けた、版権を持つ企業などからの黙認というグレーゾーンで、二次創作同人誌の頒布は成り立っている。一方で過去には『ときめきメモリアル』（コナミ）のように黙認と思われていたものの、実際には法的手段の行使に至ったケース（ときめきメモリアル・アダルトアニメ映画化事件）もある。
1999年（平成11年）にはポケモンのパロディ同人誌を発行した作者が著作権の侵害により逮捕されるポケモン同人誌事件が起こった。
2006年（平成18年）にはドラえもんの最終話を称する同人誌を販売していた男性が著作権侵害として警告されるドラえもん最終話同人誌問題が起こった。
なお、企業、同人作家問わず、パロディなどとは異なり、著作権法で容認されている批評などのための引用についても、著作権者の許可が必要という認識は強い。しかし、漫画の引用については小林よしのりと上杉聰らの間で争われた「『脱ゴー宣』裁判」で絵の引用が争点となったが、2002年（平成14年）4月26日に「絵の引用は合法」とする最高裁判決が出ている（ただし、「レイアウトの改変は違法」とされた。詳細は脱ゴーマニズム宣言事件を参照）。この判決は、コミックマーケットがシンポジウムで取り上げるなど、同人誌にもある程度の影響を及ぼした。
また、2014年（平成26年）にはブロッコリーが無許可で同人グッズを製作・販売しているサークルに警告を出したり、ニトロプラスが二次創作についてのガイドラインを改定し頒布個数や売り上げに制限を盛り込んだ（後日見直され同人誌は範疇から外されている）ことで論議を呼んだ。このような行動が起きた背景として、同人グッズを作っているサークルの中には、ファン活動の域を超えた営利目的のものが増えているという認識であり、一定の線引きが必要と言う意図がある。こうした同人の範疇を超えたグッズの製作・頒布については、著作権者からは公式商品と混同される海賊版であると見なすことができるため、同人誌即売会主催者側からも注意喚起が出されており、特にコミックマーケットでは同年末の87のコミケットアピールにおいて、共同代表からの挨拶で注意がなされ、著作権に関する注意の記述についてもより明確に記載されている。

#### 非親告罪化
著作権侵害の非親告罪化も、同人誌関係者にとっては中長期的な懸念材料の一つである。
著作権侵害（著作権法第119条）の刑事罰は原則としては親告罪とされており、著作権者（漫画家・出版社・アニメ制作会社など）が告訴しない限り刑事責任を問うことができない（ただし後述の、改正著作権法の非親告罪化規定は2018年（平成30年）12月30日に施行済である）。
なお、現状でも刑事責任とは別に、損害賠償の請求や、発行の中止、または回収・廃棄させるなどの民事責任も問うことができる。この場合も著作権者の訴えの提起を必要とする。
『朝日新聞』2007年（平成19年）5月26日号「著作権が「脅威」になる日 被害者の告訴なしに起訴、共謀罪でも」（丹治吉順）によると、日本は「模倣品・海賊版拡散防止条約」の制定を提案している。しかし、アメリカ合衆国から「海賊版摘発を容易にするため、非親告罪化を盛り込んで欲しい」という要望があり、条約提唱国としては国内の著作権法も条約に合わせて改正するのが望ましいとされた。そこで、文化庁文化審議会著作権分科会法制問題小委員会で3月から審議が始まった。
また、同記事によると、文化庁の審議とは別に国会で審議が進んでいる共謀罪法案には、自民党の修正案3案のうち2案で、著作権法を共謀罪の対象としている。自民党案をとりまとめた衆議院議員早川忠孝は、「犯罪組織が海賊版を資金源にすることを防ぐのが目的」と述べている。
編集者の竹熊健太郎は、「非親告罪化によって警察・司法が独自の判断で逮捕することが可能になれば、商業的な出版・放送・上演・演奏のみならず、コミケの二次創作・パロディ同人誌などにも深刻なダメージが加わる可能性がある」と指摘。「俺を含めて多くの作家・マンガ家・同人誌作家・ブロガーは何か書く場合でも無意識のパクリがないかどうかおっかなびっくり書くことになり、ひいては表現の萎縮につながりつまらん作品ばかりになるかもしれないので俺は反対だ」と主張している。
また、クリエイターの小寺信良は「行使する側が「模倣」と「創作」の違いがわからない場合、クリエイターの活動を萎縮させかねない」とコメントした。

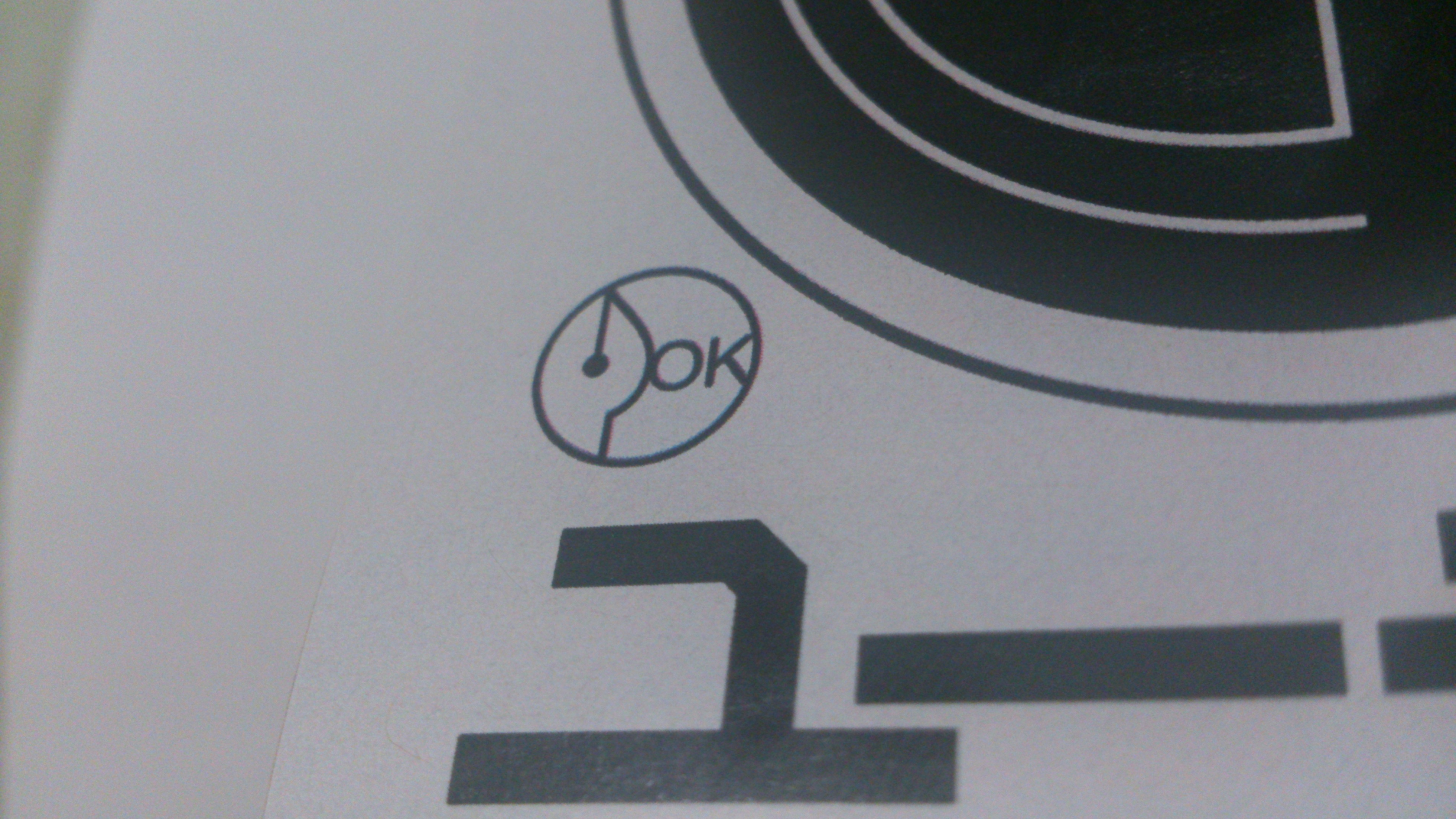
赤松健の漫画作品UQ HOLDER!のタイトルロゴの左下に配置された同人マーク。本作が初の採用例

非親告罪化への対策の一つとして、2013年（平成25年）に、二次創作同人誌作成や同人誌即売会での無断配布を有償・無償問わず原作者が許可する意思を示すための同人マークという新たなライセンスがコモンスフィアによって公開された。これは環太平洋戦略的経済連携協定（TPP）交渉で非親告罪化される可能性が言及され、実際に非親告罪化された場合に第三者による告発などで権利者が黙認したいケースでも訴訟に発展するなどの事態を防ぐことを目的に漫画家の赤松健が発案したライセンスであり、赤松自身の漫画作品で『週刊少年マガジン』2013年39号（同年8月28日発売）より連載開始の『UQ HOLDER!』で採用されている。
2016年（平成28年）3月9日に第190回国会に提出されたTPPの締結に伴う関係法律の整備法案では、著作権法の改正が定められ、財産上の利益を受ける目的又は著作権者等（原作者や出版社）の得ることの見込まれる利益を害する目的で、以下のいずれかの行為を行い、著作権侵害の罪を犯した場合には、親告罪の規定を適用しない（＝非親告罪）ことに改めることとされた。
- 原作のままの複製物を譲渡し、又は原作のまま公衆送信[注 4]を行うこと（当該有償著作物等の種類及び用途、当該譲渡の部数、当該譲渡又は公衆送信の態様その他の事情に照らして、当該有償著作物等の提供又は提示により著作権者等の得ることが見込まれる利益が不当に害されることとなる場合に限る。）。
- 原作のままの複製物を譲渡し、又は原作のまま公衆送信[注 4]を行うため、当該有償著作物等を複製すること（当該有償著作物等の種類及び用途、当該譲渡の部数、当該譲渡又は公衆送信の態様その他の事情に照らして、当該有償著作物等の提供又は提示により著作権者等の得ることが見込まれる利益が不当に害されることとなる場合に限る。）。

2016年（平成28年）4月8日のTPP特別委員会において、丸山穂高への答弁として安倍晋三首相は「同人誌は市場で原作と競合せず、権利者の利益を不当に害するものではないから非親告罪とはならない」と答え、同人誌は非親告罪の対象とならないという認識を示した。
なお、改正著作権法の非親告罪化規定は、TPP11協定発効日である2018年（平成30年）12月30日から施行された。